# Worshipful Company of Salters

Salters’ Zunftwappen

Die Worshipful Company of Salters (kurz: Salters’ Company) ist die Livery Company der Salzhändler der City of London.
Die Salters’ Company besteht seit 1394 und ist eine der großen zwölf Berufsverbände der City of London; in der Rangfolge steht sie an neunter Stelle.
Master Salter 2024/25 ist Piers Vacher; James Cecil, 3. Baron Rockley,  der bereits 1998/99 Master war.